# The Chaos Engine
Pour les articles homonymes, voir Soldiers of Fortune.
 (mai 2022).
Si vous disposez d'ouvrages ou d'articles de référence ou si vous connaissez des sites web de qualité traitant du thème abordé ici, merci de compléter l'article en donnant les références utiles à sa vérifiabilité et en les liant à la section « Notes et références ».
The Chaos Engine est un jeu vidéo d'action en 2D développé par The Bitmap Brothers et édité par Renegade en 1993. Initialement développé sur Amiga et Atari ST, le jeu a été adapté sur Amiga 1200, Amiga CD32, Mega Drive, PC et Super Nintendo.
L'histoire est inspirée du roman la Machine à différences de Bruce Sterling et l'action prend place dans une époque victorienne uchronique steampunk.
Le jeu connaît une suite en 1996, The Chaos Engine 2.

## Synopsis
Au siècle dernier, l'inventeur Baron Fortesque a créé une machine étrange, The Chaos Engine, fruit d'une expérimentation sur l'espace-temps avec les premiers ordinateurs. De plus en plus puissante et incontrôlable, la machine fini par plonger la région dans le chaos en transformant les êtres vivants en machines à tuer. Un duo de mercenaires surarmés est engagé pour éradiquer le mal à la source...

## Système de jeu
The Chaos Engine est un jeu de tir de type run and gun jouable à deux en collaboration. L'environnement est représenté en vue de dessus (de 3/4) et se déploie par défilement multidirectionnel. Le joueur doit faire progresser un soldat à l'arsenal varié dans des environnements chaotiques truffés de créatures et de pièges. Les décors sont encaissés et présentent régulièrement un ou deux étages. Le personnage peut tirer dans les huit directions autour de lui. Il est constamment secondé par un acolyte, contrôlé par l'ordinateur ou par un autre joueur.
Le jeu propose 16 niveaux repartis sur quatre mondes : la forêt, l'atelier, le manoir et les égouts. Le but est de trouver et d'activer un nombre donné de « nœuds », sortes de bornes énergétiques, disséminés dans le niveau afin d'en ouvrir la porte de sortie. L'action est omniprésente mais la progression appelle aussi observation et réflexion avec des passages secrets, des raccourcis à découvrir et des petites énigmes à résoudre. Le jeu requiert aussi un certain sens stratégique compte tenu du mode deux joueurs en collaboration mais aussi des possibilités d'évolution des personnages.
Le joueur peut incarner six mercenaires différents : The Thug, The Preacher, The Mercenary, The Gentleman, The Navvie et The Brigand. Tous possèdent des attributs, une arme et des compétences spéciales propres. Le joueur est libre de faire évoluer les attributs et de perfectionner les armes comme il l'entend. Les évolutions sont conditionnés par la somme d'argent ramassés dans les niveaux et prennent effet à l'écran d'équipement, disponible tous les deux niveaux.
Il y a quatre types d'attributs : adresse, endurance, rapidité et intelligence. L'adresse détermine le potentiel d'évolution de tous les autres attributs. L'intelligence a seulement une influence en mode solo, sur le personnage incarné par l'ordinateur. Chaque arme peut être plus ou moins perfectionnée en puissance de feu (faible, moyenne, forte) et en volume de tir (de simple à quadruple). Généralement, un personnage rapide ou endurant possède une arme au potentiel d'évolution plus limité et vice versa. Chaque personnage dispose en outre de deux à quatre compétences spéciales, progressivement débloquables : cocktail Molotov, bombe, salve de tirs, dynamite, carte du niveau, mines, kit premiers secours... Le pactole est commun aux deux personnages seulement dans le mode solo, même s'il est possible de prêter de l'argent à un coéquipier ruiné dans le mode deux joueurs.
Parmi les objets à ramasser, il y a les trésors, la nourriture (qui restaure le niveau d'endurance) et les clefs qui ouvrent de nouvelles voies en modifiant la topographie des lieux (déplacement d'obstacles, apparition d'escaliers, etc). Suivant la nature des clefs (argent ou or), les chemins ouverts seront essentiels ou secondaires à la progression. Il y a également des « jetons de zone morte » qui déterminent le point de réapparition des personnages après leur mort. Les niveaux comprennent de nombreux passages secrets et des portes de sortie cachées (en trouvant tous les « nœuds » du niveau) qui modifient la position d'entrée dans le niveau suivant.
Le jeu utilise un système de sauvegarde par mot de passe qui préserve les évolutions des personnages.

## Réalisation
Dan Malone a conçu les graphismes du jeu dans un style reconnaissable, déjà appréciable dans Speedball 2: Brutal Deluxe et Cadaver. Le graphiste anglais est connu pour sa capacité à donner de la profondeur à ses visuels en usant d'ombrages étudiés. Les environnements en vue de dessus ne manquent ni de relief ni de lisibilité, défauts inhérents à ce type de représentation, et ses personnages à la « gueule cassée » sont plutôt charismatiques. Certains joueurs préfèrent les graphismes de la version originale sur Amiga 500, pourtant moins colorées (32 couleurs), estimant que l'ajout ultérieur de couleurs pour les autres versions a quelque peu dénaturé le style originel (les versions AGA en proposent 3 fois plus par exemple).
Richard Joseph a réalisé la bande-son dans un style indus. Son travail est décrit comme un des premiers exemples probant en matière de musique interactive dans un jeu vidéo. Le rythme de la musique est modulé au gré des circonstances de jeu avec des enchaînements fluides. L'environnement sonore est agrémenté de voix digitalisées qui contribuent à l'ambiance mais aussi sont directement utiles au joueur.

## Les différentes versions
Le jeu sort au printemps 1993 sur Amiga et Atari ST et est progressivement porté sur d'autres supports : Mega Drive, Super Nintendo (1993), Amiga 1200, Amiga CD32, PC (1994) et téléphone mobile (2005).
Pour l'exploitation sur Mega Drive et Super Nintendo, Renegade a cédé la licence à Spectrum Holobyte mais le jeu est développé par des proches des Bitmap. Ces versions sont connus sous le nom Soldiers of Fortune aux États-Unis. Elles ont la particularité de censurer les références ecclésiastiques de The Preacher (« le prédicateur ») : le personnage s'est vu renommé The Scientist (le scientifique) et son design est modifié pour supprimer le rapprochement avec la soutane.
Les versions Amiga 1200, Amiga CD32, Super Nintendo et PC (VGA) bénéficient de graphismes plus colorés. La version CD32 dispose également d'une introduction animée.
À noter que la version pour A1200 est sous titrée AA Version car le jeu de composant AGA équipant les Amiga 1200 et 4000 devait initialement s'appeler ainsi.

## Équipe de développement
Équipe originale
- Conception : Simon Knight, Eric Matthews
- Programmation : Steve Cargill
- Graphisme : Dan Malone
- Programmation additionnelle : Mike Montgomery
- Management du projet : Graeme Boxall
- Musiques et effets sonores : Richard Joseph
- Musique écran-titre : Farook Joi, Haroon Joi

Adaptation
- Programmation sur Super Nintendo: Robert Trevellyan
- Programmation sur Mega Drive : Glyn Kendall
- Graphisme sur Mega Drive et Super Nintendo : Herman Seranno
- Son sur Mega Drive : Jason Page

## Accueil
Chaos Engine a reçu un bon accueil de la presse spécialisée, qui a salué sa grande jouabilité, son mode deux joueurs, son sens poussé du détail, ses graphismes métalliques et sa bande-son remarquable. La réalisation tire profit des capacités de l'Amiga et de l'Atari ST, cette dernière manquant surtout de reproduire les qualités sonores de sa cousine. Les autres versions sont également bien accueillies. Le jeu a reçu divers récompenses, notamment les Sega Awards du « meilleur jeu d'action » et du « meilleur jeu third-party » de l'année 1994 pour la version Mega Drive.
Andy Nutall écrit dans Amiga Format en avril 1993 :
« Oui c'est un dérivé de plein d'autres jeux comme Commando et Gauntlet, mais il le fait si bien et implémente tant de détails que c'est pardonnable. En mode solo, vous et votre (machine) contre les méchants, c'est un grand jeu. Ajouté un second joystick, un camarade au bout, et le jeu devient un classique. »
- Amiga Format 90 % • CU Amiga 81 % • C+VG 89 % • Tilt 18 /20

## The Chaos Engine 2
The Chaos Engine est le dernier jeu des Bitmap Brothers sur Atari ST et l'avant-dernier sur Amiga avant The Chaos Engine 2 en 1996. Cette suite reprend l'ambiance, les personnages et la perspective de l'original, mais le principe de jeu est cette fois-ci basé sur des matchs à mort en un contre un en écran splité sur des cartes réduites.